# Cantinflas
Fortino Mario Moreno y Reyes (12. kolovoza 1911. – 20. travnja 1993.), poznatiji pod umjetničkim imenom Cantinflas bio je meksički glumac i komičar.
Cantinflas se smatra najboljim meksičkim komičarem. Popularan je u svim zemljama Latinske Amerike. On je često portretirao siromašne stanovnike meksičkih četvrti ili seljake. Lik je postao iznimno popularan, a sam Cantinflas ikona meksičkog humora. Zahvaljujući tome Moreno je ostvario dugu i uspješnu filmsku karijeru koja je uključivala i nastup u Hollywoodu u kojem je najzapaženiju ulogu ostvario u filmu Put oko svijeta za 80 dana za koju je osvojio Zlatni globus kao najbolji glumac u komediji ili mjuziklu. Cantinflas je bio veliki prijatelj Charlieja Chaplina koji ga je smatrao najboljim komičarem na svijetu. Zbog svog posebnog stila humora prozvan je meksičkim "Charliem Chaplinom ". 
Moreno je bio pionir meksičke kinematografije. Osim glumom, aktivno se uključio i u borbu za radnička prava u Meksiku.
Također, bio je predsjednik jednog od meksičkih cehova glumaca poznatog kao Asociación Nacional de Actores (ANDA, "Nacionalno udruženje glumaca") i prvi glavni tajnik neovisnog sindikata filmskih radnika Sindicato de Trabajadores de la Producción Cinematográfica (STPC).  Nakon odlaska u mirovinu, Moreno je svoj život posvetio pomaganju drugima putem dobrotvornih i humanitarnih organizacija, posebno onih posvećenih pomoći djeci. Njegovi doprinosi Rimokatoličkoj crkvi i sirotištima učinili su ga narodnim junakom u Meksiku.

## Biografija
Mario Fortino Moreno y Reyes rođen je u četvrti Santa María la Redonda u Mexico Cityju, a odrastao je u siromašnoj četvrti Tepito. Bio je jedno od osmero djece oca Pedra Morena Esquivela, siromašnog prijevoznika i majke Maríe de la Soledad Reyes Guízar (iz Cotija, Michoacán ). Ostali su bili Pedro, José ("Pepe"), Eduardo, Esperanza, Catalina, Enrique i Roberto. 
Uspio je preživjeti u teškim situacijama zahvaljujući velikoj snalažljivosti i inteligenciji koje će kasnije primijeniti u svojim filmovima. Zahvaljujući svom smislu za humor dogurao je do predstave u cirkuskom šatoru, a odatle do kazališta i filma.
Oženio se Ruskinjom Valentinom Ivanovom Zubareff, 27. listopada 1936. i ostao je s njom do njezine smrti u siječnju 1966. Cantinflas je imao sina kojeg je za vrijeme svog braka 1961. dobio s drugom ženom. Njegova žena Valentina Ivanova je prihvatila dijete koje je i dobilo ime Mario Arturo Moreno Ivanova. Moreno Ivanova umro je 15. svibnja 2017. od posljedica srčanog udara. 
Cantinflas je tijekom svoje duge karijere snimio mnogo filmova. Svoj posljednji film Čistač (španj. El Barrendero) snimio je 1982. nakon čega se umirovio. 
Prema njegovom liku je 1982. napravljena animirana serija Cantinflas Show. Najveći meksički komičar Mario Moreno Cantinflas preminuo je 20. kolovoza 1993.

## Filmografija
| Meksički filmovi |                         |                                |                                        |             |
| Godina           | Redatelj                | Naslov                         | Uloga                                  | Bilješke    |
| 1937.            | Miguel Contreras Torres | Ne zavaravaj se, dragi         | Canti                                  |             |
| 1937.            | Arcady Boytler          | Takva je moja zemlja           | El Tejón                               |             |
| 1937.            | Arcady Boytler          | Heads or Tails                 | Polito Sol                             |             |
| 1939.            | Chano Urueta            | Znak smrti                     | Cantinflas                             |             |
| 1939.            | Fernando Rivera         | Siempre listo en las tinieblas | Chencho Albondigon                     | Kratki film |
| 1939.            | Fernando Rivera         | Jengibre protiv Dinamita       | Cantinflas                             | Kratki film |
| 1940.            | Juan Bustillo Oro       | You're Missing the Point       | Cantinflas / "Leonardo del Paso"       |             |
| 1940.            | Carlos Toussaint        | Cantinflas i njegova rodica    | Cantinflas                             | Kratki film |
| 1940.            | Fernando Rivera         | Cantinflas kockar              | Cantinflas                             | Kratki film |
| 1940.            | Fernando Rivera         | Cantinflas boksač              | Cantinflas                             | Kratki film |
| 1941.            | Alejandro Galindo       | Neither Blood Nor Sand         | El Chato / Manuel Márquez "Manolete"   |             |
| 1941.            | Miguel M. Delgado       | Slučajni Policajac             | Badge Number 777                       |             |
| 1942.            | Carlos Villatoro        | Karneval u tropima             | Himself                                | Cameo       |
| 1942.            | Miguel M. Delgado       | Tri mušketira                  | Cantinflas / D'Artagnan                |             |
| 1943.            | Miguel M. Delgado       | Cirkus                         | Cantinflas                             |             |
| 1943.            | Miguel M. Delgado       | Romeo i Julija                 | Romeo de Montesco / Abelardo Del Monte |             |
| 1944.            | Miguel M. Delgado       | Gran Hotel                     | Cantinflas                             |             |
| 1945.            | Miguel M. Delgado       | Dan s vragom                   | Juan Pérez                             |             |
| 1946.            | Miguel M. Delgado       | I Am a Fugitive                | Cantinflas                             |             |
| 1947.            | Miguel M. Delgado       | Fly Away, Young Man!           | Cantinflas                             |             |
| 1948.            | Miguel M. Delgado       | Genij                          | Cantinflas                             |             |
| 1949.            | Miguel M. Delgado       | Vrač                           | Cantinflas                             |             |
| 1950.            | Miguel M. Delgado       | Vratar                         | Vratar                                 |             |
| 1951.            | Miguel M. Delgado       | El Siete Machos                | Margarito                              |             |
| 1952.            | Miguel M. Delgado       | Da sam zastupnik               | Cantinflas                             |             |
| 1952.            | Miguel M. Delgado       | Gorljivi vatrogasac            | Agent 777                              |             |
| 1953.            | Raúl Medina             | Bella, la salvaje              |                                        |             |
| 1953.            | Miguel M. Delgado       | Fotograf                       | Cantinflas                             |             |
| 1954.            | Miguel M. Delgado       | A Tailored Gentleman           | Cantinflas                             |             |
| 1955.            | Miguel M. Delgado       | Dolje zastor                   | Cantinflas                             |             |
| 1957.            | Miguel M. Delgado       | Raquelin čistač cipela         | Čistač (El Bolero)                     |             |
| 1958.            | Tulio Demicheli         | Ama a tu prójimo               | Luis                                   |             |
| 1959.            | Miguel M. Delgado       | Gore dolje                     | lažni Jorge Maciel                     |             |
| 1961.            | Miguel M. Delgado       | Nepismeni                      | Inocencio Prieto y Calvo               |             |
| 1962.            | Miguel M. Delgado       | The Extra                      | Rogaciano                              |             |
| 1963.            | Miguel M. Delgado       | Immediate Delivery             | Feliciano Calloso                      |             |
| 1964.            | Miguel M. Delgado       | Otac                           | Sebastián                              |             |
| 1965.            | Miguel M. Delgado       | Gospodin doktor                | Salvador Medina                        |             |
| 1967.            | Miguel M. Delgado       | Su excelencia                  | Lopitos                                |             |
| 1968.            | Miguel M. Delgado       | Por mis pistolas               | Fidencio Barrenillo                    |             |
| 1969.            | Miguel M. Delgado       | Un Quijote sin mancha          | Justo Leal, Aventado                   |             |
| 1971.            | Miguel M. Delgado       | Profesor                       | Sócrates García                        |             |
| 1973.            | Roberto Gavaldón        | Don Quijote ponovno jaše       | Sancho Panza                           |             |
| 1973.            | Miguel M. Delgado       | Conserje en condominio         | Úrsulo                                 |             |
| 1976.            | Miguel M. Delgado       | Ministar i ja                  | Mateo Melgarejo                        |             |
| 1978.            | Miguel M. Delgado       | Policajac 777                  | Diógenes Bravo                         |             |
| 1982.            | Miguel M. Delgado       | Čistač                         | Napoleón                               |             |

| Američki filmovi |                  |                            |                |          |
| Godina           | Redatelj         | Naslov                     | Uloga          | Bilješke |
| 1956.            | Michael Anderson | Put oko svijeta za 80 dana | Passepartout   |          |
| 1960.            | George Sidney    | Pepe                       | Pepe           |          |
| 1969.            | Norman Foster    | Veliki seksualni rat       | General Marcos |          |

## Vanjske poveznice
- Cantinflas-ImDb profil
- Cantinflas-službena stranica
- Cantinflas Movie